# Гуа, Жан Поль де
Жан-Поль де Гуа де Мальвес (фр. Jean Paul de Gua de Malves; 1713, Каркассон — 2 июня 1785 года, Париж) — французский математик, который в 1740 году публиковал работу по аналитической геометрии, в которой он применил метод, с помощью которого без помощи дифференциального исчисления можно было бы найти касательные, асимптоты, а также различные особые точки алгебраической кривой.
Кроме того, он показал, как особые точки и отдельные петли были нарушены конической проекцией. Он доказал правила знаков Декарта, которые можно найти в большинстве современных работ.
Де Гуа де Мальвес был знаком с многими с французскими просветителями в течение последних десятилетий дореволюционной Франции. Он был одним из первых, недолговечных участников, затем редактором проекта (позже Денис Дидро занял это место), который стал в конце концов Большой Энциклопедией. Кондорсе утверждал, что это был именно Аббе, который Дидро привлек к проекту, хотя это утверждение никогда не было проверено. В любом случае, Жан-Поль и Д’аламбер также считали, что Аббе пригласил его к проекту. Сначала появляется заработная плата издателей в декабре 1746 года, которые финансировали проект Энциклопедии. Дидро вошел в команду на несколько недель раньше и принял должность редактора 16 октября 1747 года. На погребении «мудрого геометра», как Дидро назвал его, Кондорсе произнес хвалебную речь.
Де Гуа избрали членом Королевского общества в 1743 году.